# Јамајка на Светском првенству у атлетици у дворани 2018.
Јамајка је учествовала на 17. Светском првенству у атлетици у дворани 2018. одржаном у Бирмингему од 1. до 4. марта седамнаести пут, односно, учествовала је на свим првенствима до данас. Репрезентацију Јамајке представљало је 22 такмичара (9 мушкарца и 13 жена) који су се такмичили у 15 дисциплина (7 мушких и 8 женских).,
На овом првенству Јамајка је по броју освојених медаља заузела 14. место са 2 освојене медаље (две сребрне). Поред тога оборен је 1 национални и 4 лична рекорда.
У табели успешности према броју и пласману такмичара који су учествовали у финалним такмичењима (првих 8 такмичара) Јамајка је са 6 учесника у финалу делила 8. место са 27 бодова.
| Плас. | Земља   | 1. место | 2. место | 3. место | 4. место | 5. место | 6. место | 7. место | 8. место | Бр. финал. | Бод. |
| ----- | ------- | -------- | -------- | -------- | -------- | -------- | -------- | -------- | -------- | ---------- | ---- |
| 8.    | Јамајка | 0        | 2        | 0        | 1        | 1        | 1        | 0        | 1        | 6          | 27   |

## Учесници
| Мушкарци: - Евертон Кларк — 60 м - Кимари Роуч — 60 м - Џавон Франсис — 400 м - Стивен Гејл — 400 м - Кемој Кембел — 3.000 м - Роналд Леви — 60 м препоне - Дамар Форб — Скок удаљ - Клајв Пулен — Троскок - О'Дејн Ричардс — Бацање кугле | Жене: - Ремона Бурчел — 60 м - Елејн Томпсон — 60 м - Гајон Еванс — 60 м - Стефени Ен Макферсон — 400 м, 4 х 400 м - Товеа Џенкинс — 400 м, 4 х 400 м - Natoya Goule — 800 м - Ајша Прот — 1.500 м - Џанијев Расел — 4 х 400 м - Тифани Џејмс — 4 х 400 м - Доминик Блејк — 4 х 400 м - Анастасија Ле-Рој — 4 х 400 м - Кимберли Вилијамс — Троскок - Шаника Рикетс — Троскок - Даниел Томас-Дод — Бацање кугле |  |

## Освајачи медаља (2)

### Сребро (2)
- Кимберли Вилијамс — Троскок
- Даниел Томас-Дод — Бацање кугле

## Резултати

### Мушкарци
| Атлетичар      | Дисциплина   | Лични рекорд | Квалификације    | Квалификације    | Полуфинале           | Полуфинале           | Финале                | Финале               | Детаљи |
| Атлетичар      | Дисциплина   | Лични рекорд | Резултат         | Место            | Резултат             | Место                | Резултат              | Место                | Детаљи |
| -------------- | ------------ | ------------ | ---------------- | ---------------- | -------------------- | -------------------- | --------------------- | -------------------- | ------ |
| Кимари Роуч    | 60 м         | 6,55         | 6,71 (.707) КВ   | 3. у гр. 2       | 6,65 (.644)          | 5. у гр. 2           | Нису се квалификовали | 14 / 49 (52)         |        |
| Евертон Кларк  | 60 м         | 6,54         | 6,70 КВ          | 3. у гр. 6       | 6,63 (.621)          | 4. у гр. 1           | Нису се квалификовали | 11 / 49 (52)         |        |
| Џавон Франсис  | 400 м        | 45,97        | 46,87 КВ         | 2. у гр. 2       | 46,73                | 4. у гр. 3           | Нису се квалификовали | 10 / 25 (32)         |        |
| Стивен Гејл    | 400 м        | 46.02        | Дисквалификовани | Дисквалификовани | Није се квалификовао | Није се квалификовао | Није се квалификовао  | Није се квалификовао |        |
| Кемој Кембел   | 3.000 м      | 7:40,79 НР   | Дисквалификовани | Дисквалификовани |                      |                      | Није се квалификовао  | Није се квалификовао |        |
| Роналд Леви    | 60 м препоне |              | 7,65 КВ          | 2. у гр. 3       | 7,62                 | 3. у гр. 3           | Није се квалификовао  | 9 37 (38)            |        |
| Дамар Форб     | Скок удаљ    | 8,21         |                  |                  |                      |                      | 7,21                  | 15 / 15              |        |
| Клајв Пулен    | Троскок      | 17,19        | 16,13            | 13 / 15          |                      |                      |                       |                      |        |
| О'Дејн Ричардс | Бацање кугле | 19,77        | 19,93 ЛР         | 11 / 16          |                      |                      |                       |                      |        |

### Жене
| Атлетичарка          | Дисциплина   | Лични рекорд | Квалификације   | Квалификације | Полуфинале       | Полуфинале       | Финале                | Финале                | Детаљи |
| Атлетичарка          | Дисциплина   | Лични рекорд | Резултат        | Место         | Резултат         | Место            | Резултат              | Место                 | Детаљи |
| -------------------- | ------------ | ------------ | --------------- | ------------- | ---------------- | ---------------- | --------------------- | --------------------- | ------ |
| Ремона Бурчел        | 60 м         | 7,08         | 7,19 (.190) КВ  | 2. у гр. 6    | 7,15 (.145) КВ   | 3. у гр. 2       | 7,50                  | 8 / 47                |        |
| Елејн Томпсон        | 60 м         | 6,98         | 7,20 КВ         | 2. у гр. 2    | 7,07 КВ, ЛРС     | 2. у гр. 1       | 7,08                  | 4 / 47                |        |
| Гајон Еванс          | 60 м         | 7,14         | 7,33 КВ         | 3. у гр. 4    | Није стартовала  | Није стартовала  | Нису се квалификовале | Нису се квалификовале |        |
| Стефени Ен Макферсон | 400 м        | 52,14        | 52,18 КВ, ЛРС   | 1. у гр. 5    | Дисквалификована | Дисквалификована | Нису се квалификовале | Нису се квалификовале |        |
| Товеа Џенкинс        | 400 м        | 52,12        | 53,39 КВ        | 2. у гр. 6    | 52,42 КВ         | 2. у гр. 3       | 52,12 ЛР              | 5 / 31 (34)           |        |
| Natoya Goule         | 800 м        | 1:59,86      | 2:02,49         | 2. у гр. 3    |                  |                  | Није се квалификовала | 8 / 17 (18)           |        |
| Ајша Прот            | 1.500 м      | 4:04,95      | 4:07,51 кв      | 3. у гр. 1    | 4:12,86          | 6 / 25 (26)      |                       |                       |        |
| Товеа Џенкинс        | 4 х 400 м    | 3:26,54 НР   | 3:32,01 КВ, НРС | 1. у гр. 2    |                  |                  | Дисквалификована      | Дисквалификована      |        |
| Џанијев Расел        | 4 х 400 м    | 3:26,54 НР   | 3:32,01 КВ, НРС | 1. у гр. 2    |                  |                  | Дисквалификована      | Дисквалификована      |        |
| Анастасија Ле-Рој    | 4 х 400 м    | 3:26,54 НР   | 3:32,01 КВ, НРС | 1. у гр. 2    |                  |                  | Дисквалификована      | Дисквалификована      |        |
| Стефени Ен Макферсон | 4 х 400 м    | 3:26,54 НР   | 3:32,01 КВ, НРС | 1. у гр. 2    |                  |                  | Дисквалификована      | Дисквалификована      |        |
| Доминик Блејк²       | 4 х 400 м    | 3:26,54 НР   | 3:32,01 КВ, НРС | 1. у гр. 2    |                  |                  | Дисквалификована      | Дисквалификована      |        |
| Тифани Џејмс*        | 4 х 400 м    | 3:26,54 НР   | 3:32,01 КВ, НРС | 1. у гр. 2    |                  |                  | Дисквалификована      | Дисквалификована      |        |
| Кимберли Вилијамс    | Троскок      | 14,39        |                 |               |                  |                  | 14,48 ЛР              |                       |        |
| Шаника Рикетс        | Троскок      | 14,08        | 13,93           | 10 / 17       |                  |                  |                       |                       |        |
| Даниел Томас-Дод     | Бацање кугле | 19,05 НР     | 19,22 НР, ЛР    |               |                  |                  |                       |                       |        |

- Такмичарке у штафети обележене звездицом су трчале у квалификацијама